# Meconella denticulata
Meconella denticulata är en vallmoväxtart som beskrevs av Edward Lee Greene. Meconella denticulata ingår i släktet Meconella och familjen vallmoväxter. Inga underarter finns listade i Catalogue of Life.